# Борик
Борик је градска четврт у Бањој Луци, Република Српска, БиХ. Подијељен је на двије мјесне заједнице:
- Борик I и
- Борик II.

Налази се источно од центра града, на лијевој обали ријеке Врбас. Врбас својим током на овом мјесту прави лук којим је одредио јужне и источне границе овог насеља. 
Борик је изграђен након разорног земљотреса који се десио у Бањој Луци 1969. године. Модерне вишеспратнице су прављене прије свега за оне становнике који су некон земљотреса остали без својих домова, али и многе друге који су се тек доселили.
У овом дијелу града је смјештена истоимена спортска дворана, у којој утакмице играју РК Борац, КК Борац Нектар и многи други спортски клубови из Бање Луке.

## Историја
Прије разорног земљотреса у октобру 1969. године на простору данашњег насеља налазио се неизграђени простор са групацијом борова и обрађиваним земљиштем, дијелом називан "Купусиште".
Прво урбанистичко рјешење насеља израђено је 1964. године.
Након земљотреса, приоритет је била изградња станова, школа и привредних капацитета, због чега је на том простору предвиђено велико стамбено насеље са пратећим садржајима.

## Изградња насеља

### Кратак преглед[1]
Изградња насеља Борик била је највећи подухват након земљотреса. Камен темељац је постављен у априлу 1970. године, када је градилиште будућег насеља посјетио предсједник СФРЈ Јосип Броз Тито. Тито је поново обишао градилиште пет година касније.
У изградњи насеља учествовало је више грађевинских предузећа, односно група извођача коју су чинила предузећа "Крајина" из Бање Луке, "Враница" из Сарајева, "Техника" из Тузле и "Херцеговина" из Мостара. Занимљиво је нагласити да је непуних пола године након земљотреса био неопходно срушити неколико приватних кућа како би радови на изградњи насеља могли несметано започети.
Планирано насеље требало је да има 3000 станова, а у прве четири године, прије изградње "ламела", изграђено је 1798 станова, двије школе, обданиште, мања робна кућа, два моста преко Врбаса, топлана и 5,6 километара нових улица.
У архитектонском смислу, приликом изградње Борика доминантно су примијењене карактеристике економичне изградње, строге примјене строгих норматива, сиромашне обраде и крајње рационалне фасадне пластике, које су и у другим насељима примјењиване у периоду прије земљотреса, с тим да је у Борику поред претходног врло убрзо дошло и до изражаја нових претензија "изражене првостепено у снажно структуралним, хоризонтално и вертикално разуђеним блоковима и другостепено у фасадној пластици" а које су видљиве на "ламелама". У Борику се све зграде граде са равним крововима, а чија се оправданост у то доба још не преиспитује. Каснијим надоградњама равни кровови појединих зграда су замијењени косим.

### Ток радова
Главном саобраћајницом у насељу, која носи назив Булевар војводе Живојина Мишића (стари назив Улица Раде Врањешевић) са обостраним бициклистичким и пјешачким стазама насеље је у правцу запад-исток подијељено на сјеверни и јужни дио. Саобраћајница је својим западним дијелом са другом, десном обалом Врбаса спојена Мостом КАБ-а (Венеција мостом) а на источном крају Ребровачким мостом.
У првој фази граде се слободностојећи објекти претежно у сјеверном дијелу насеља. Грађевинско предузеће "Враница" изградило је неколико типских осмоспратних небодера и неколико четвороспратница. "Враницине" зграде су препознатљиве по бијелој фасади са сивим дијеловима између плавих прозора, а који су сада највећим дијелом замијењени због дотрајалости, док је фасада остала иста. Током деведесетих година ХХ вијека већина "Вранициних" зграда су надограђене са још по једним спратом. У овој фази изграђена је и стамбено-пословна зграда "Титаник". Такође, у овој фази Грађевинско предузеће "Крајина" гради 5 слободностојећих дванаестоспратних солитера у јужном дијелу насеља у монтажном "ИМС систему" те ГП "Техника" из Тузле гради неколико четвороспратница.
У другој фази, према пројекту архитекте Небојше Балића из Пројектног бироа "План", граде се степенасто обликоване стамбене цјелине, познате као "ламеле". "Ламеле" су представљале нове урбанистичко-архитектонске претензије изражене у снажно структуралним, хоризонтално и вертикално разуђеним блоковима, као и у фасадној пластици. Ови објекти изграђени су у монтажном, преднапрегнутом армиранобетонском "ИМС-систему", познатијем као "Систем Жежељ". Овај систем се састоји из монтажних армиранобетонских стубова и касетираних таваница, који се међусобно утежу у оба хоризонтална правца. Примјеном овог система, не само на конструктивне елементе него и на фасадне плоче, процес градње је знатно убрзан.
Поред стамбених зграда, такође су се градили и пратећи објекти са садржајима примјереним величини насеља. На сјеверном дијелу изграђен је вртић "Плави чуперак" и Основна школа "Бранко Ћопић" а у јужном дијелу Основна школа "Вук Стефановић Караџић" (стари назив "Мирко Вишњић"), позната и као "Скопска школа" јер је представљала поклон Града Скопља након земљотреса. У централном дијелу насеља, јужно од главне улице, планирана је изградња објекта са робном кућом, библиотеком, друштвеним домом и осталим садржајима, за који је пројекат урадио архитекта Хамдија Салиховић, професор из Сарајева. Овај објекат никада није реализован, али је у замјену реализован објекат робне куће који је и данас ту, са супермаркетом у приземљу и продавницом непрехрамбене робе (данас теретаном) на спрату. Пројекат је урадила архитекта Емина Колонић.
Источно од Борика, на простору познатом као Филиповића поље, према пројекту архитекте Љиљане Никетић, изграђена је и градска Топлана, којом је чак омогућено снабдијевање насеља топлом водом. Такође, поред топлане, изграђени су објекти "Аутосервиса" (данас "Ауди центар Бања Лука") "Електрокрајине" (познатији као Електродистрибуција) и сектора одржавања "Водовода". Снабдијевање насеља топлом водом из Топлане није у функцији од посљедњег рата.
Средином седамдесетих година, на крајњем сјеверу насеља, изграђена је Спортска дворана "Борик".
Током наредног периода на подручју Борика вршене су надоградње појединих зграда, као и изградња нових стамбено-пословних објеката на мјестима ранијих празних простора или индивидуалних стамбених објеката, чиме се насеље значајно проширило у односу на првобитни обухват.

## Становништво
Према посљедњем службеном попису из 1991. године, Борик је имао 11.862 становника.
| Националност       | 1991.  |
| Срби               | 5.001  |
| Муслимани          | 2.333  |
| Југословени        | 2.677  |
| Хрвати             | 1.246  |
| остали и непознато | 605    |
| Укупно             | 11.862 |

## Образовање
На подручју насеља Борик налазе се двије основне школе:
- ОШ "Вук Стефановић Караџић"
- ОШ "Бранко Ћопић"

На подручју насеља такође се налазе четири државна вртића:
- "Плави чуперак"
- "Наташа"
- "Пинокио"
- "Лептирић"

У овом насељу налази се и Споменик парковске архитектуре "Универзитетски град" са сљедећим факултетима Универзитета у Бањој Луци:
- Архитектонско-грађевинско-геодетски факултет
- Шумарски факултет
- Филолошки факултет
- Филозофски факултет
- Факултет политичких наука
- Факултет физичког васпитања и спорта
- Пољопривредни факултет
- Академија умјетности
- Фармацеутски и стоматолошки одсјек Медицинског факултета
- трећим и четвртим павиљоном Студентског центра "Никола Тесла"

## Саобраћај
Борик се налази на непун један километар удаљености од центра града, а са Старчевицом и Обилићевом повезан је преко Ребровачког моста и Моста КАБ-а, познатијег као "Венеција мост".
Кроз насеље Борик, преко Ребровачког моста пролази магистрални пут првог реда M-I 108 (стара ознака М-4), данас познат и као Источни транзит, а који носи име Булевар војводе Петра Бојовића. Источни транзит је једна од најфреквентнијих саобраћајница у граду и главна повезница не само овог дијела града, него и општина Челинац и Котор Варош са градовима Приједор и Градишка, што ствара честе гужве на дионици у овом насељу, а које ће у догледно вријеме бити ријешене изградњом обилазнице од насеља Врбања, преко насеља Чесма до постојећег кружног тока код Нове пијаце у Лазареву.
Кроз насеље Борик пролазе сљедеће аутобуске линије:
- линија 9Б (Чесма - Медено поље – Центар)
- линија 14 (Старчевица - Центар – Старчевица)
- линија 14Б (Аутобуска станица - Борик – Старчевица)
- линија 17А (Старчевица – Нова болница)
- линија 20 (Инцел - Центар – Паприковац)

## Галерија
- "Ламеле" по којима је ово насеље препознатљиво
- "Ламеле" уз главну саобраћајницу
- Титаник зграда, најдужа стамбена зграда у граду
- Дванаестоспратни солитери
- Ноћни поглед на солитере у Борику
- Стамбена четвороспратна зграда у Борику
- Стамбена четвороспратна зграда
- "Враницине" осмоспратне зграде
- Робна кућа у Борику, позната као "супермаркет"
- Основна школа "Бранко Ћопић"
- Вртић "Плави чуперак"
- Спортска дворана "Борик"
- "Пентагон" зграде, са становима за војна лица